# Camérier
Ne doit pas être confondu avec Camériste.
Dans l'Église catholique, le camérier est un membre de la Famille pontificale, chargé du service personnel du pape. Il y avait aussi des camériers (Erbkämmerer) auprès des cours des princes-évêques du Saint-Empire romain germanique.

## Au Moyen Âge
Au Moyen Âge, le terme désigne ce que de nos jours on nomme un camerlingue. Par la suite, il désigne ce qu'au Moyen Âge on nommait des « chambriers » (cubiculari), c'est-à-dire des responsables de la chambre à coucher (cubiculum) du pape. Celle-ci constitue un véritable office au sein du Latran, sur le modèle byzantin. D'abord simples domestiques du pape, les camériers acquièrent de plus en plus d'importance au fil des siècles.
Une caractéristique demeure : les camériers sont attachés à la personne d'un pape. Ils prennent leur fonction après l'élection d'un nouveau pape et la quittent à la mort de celui-ci. Il y a eu cependant des exceptions : ainsi Gasbert de Valle, nommé camérier le 18 septembre 1319 par le pape Jean XXII, conservera cette fonction jusqu'à sa mort le 1er janvier 1347, sous les pontificats de Benoît XII et Clément VI. Avant lui, Giacomo de Pocapalea fut au service du Pape Nicolas III en 1277, jusqu'à celui de Boniface VIII en 1297. Il se pouvait également que plusieurs camériers soient en fonction en parallèle, comme ce fut le cas sous Benoît XI.
Plusieurs chevaliers de l'Ordre du Temple ont exercé cette fonction principalement à partir du milieu du XIIIe siècle. Ainsi, le dernier cubiculaire auprès de Clément V fut Giacomo da Montecucco, maître de l'ordre du Temple de la Province de Lombardie, arrêté puis emprisonné à Poitiers en 1307.

## À l'époque moderne
À l'époque moderne, les camériers sont divisés en plusieurs catégories. On distingue d'abord les camériers secrets des camériers d'honneur : les camériers secrets ont la charge de l'antichambre dite secrète du pape, où attendent les personnes reçues en audience privée. Les camériers d'honneur ont quant à eux la charge de l'antichambre d'honneur menant à la salle du trône où le pape reçoit en audience publique.

### Camériers secrets participants

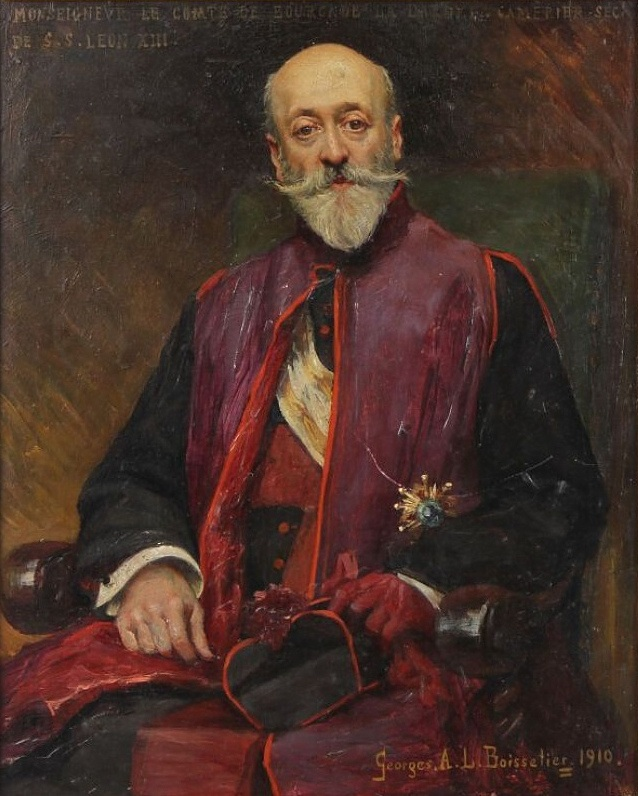
Comte de Bourgade La Dardye, camérier secret de S.S. Léon XIII, peint par Georges A. L. Boisselier

Jouissant de la préséance sur tous les autres camériers, les camériers secrets participants, tous clercs, doivent un service d'échanson au pape, lui servant à boire lors des dîners d'apparat. Ils servent également de nonces (envoyés diplomatiques) spéciaux, chargés de porter aux souverains et à leurs familles des objets bénis par le pape, comme les rameaux du dimanche des Rameaux ou des agnus Dei (médailles contenant de la cire bénite). Ils remettent également leur chapeau aux cardinaux nouvellement créés en consistoire public.
Ils sont au nombre de huit sous Sixte Quint puis passent à vingt sous Clément X avant de retomber à onze sous Pie VII et de se stabiliser à cinq.

### Camériers secrets surnuméraires
Ecclésiastiques eux aussi, on les surnomme camériers di mantellone (« au petit manteau »), du nom de la douillette caractéristique des prélats inférieurs. Leur titre n'est lié à aucune fonction effective. Néanmoins, il s'agit d'un honneur très couru, constituant souvent la première étape vers le cardinalat.
Ils passent de neuf sous Alexandre III à soixante sous Grégoire XV.

### Camériers d'honneur
Le titre de camérier d'honneur est plus récent. On distingue les Monsignori en habit violet (paonazzi), chargés de l'antichambre d'honneur, des camériers extra Urbem, assumant la fonction de camérier lors des déplacements de la cour pontificale.
Ils sont 32 sous Benoît XIV et 92 et 1757.

### Camériers laïques

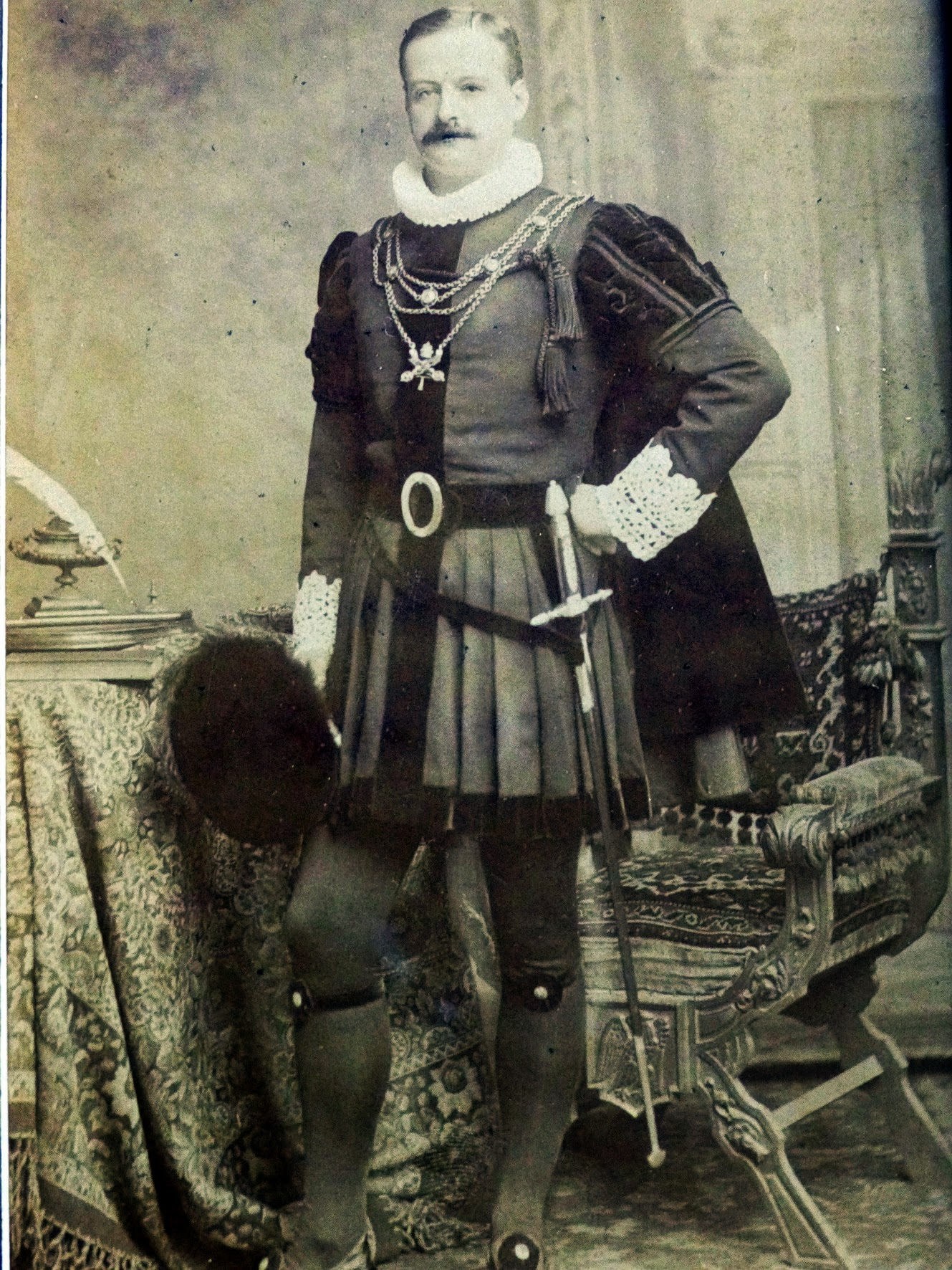
William Huffer en camérier du Pape.

Les camériers secrets peuvent être « de cape et d'épée », locution qui désigne les laïcs. Au nombre de cinq, ils exercent des fonctions précises :
- maître du Saint-Hospice ;
- fourrier majeur des Sacrés Palais ;
- grand écuyer ;
- porteur de la Rose d'or, décoration réservée aux souverains ;
- surintendant général des Postes pontificales.

Ils sont assistés par des camériers dits de numero et par des camériers laïques surnuméraires.

## Époque contemporaine
Paul VI réorganise en 1968 (motu proprio Pontificalis Domus) les services attachés à la personne du pape, souhaitant privilégier le service effectif aux dépens de « ce qui n'est que nominal, décoratif et extérieur ». Il supprime les camériers d'honneur en habit violet, les camériers d'honneur extra Urbem ainsi que les camériers secrets de cape et d'épée participants. En revanche, il crée les « gentilshommes de Sa Sainteté », corps accueillant les laïcs. Les camériers secrets surnuméraires prennent le nom de « chapelains de Sa Sainteté ».

## Quelques camériers connus
- Étienne Aldebrand, par bulle du pape le 11 janvier 1347[2]
- Franco Bellegrandi[réf. nécessaire]
- André Boyer-Mas
- Aloÿs de Becdelièvre (1843-1909), camérier secret de cape et d'épée des papes Léon XIII et Pie X
- Monseigneur le Comte de Bourgade La Dardye, camérier secret de S.S. Léon XIII
- Gérard Burrus (1910-1997), camérier de cape et d'épée [3]
- Marquis Raoul Hay des Nétumiéres[réf. nécessaire]
- Edmond Leclef (chanoine)
- André Le Sage de La Franquerie de la Tourre (Marquis de la Franquerie)
- Ludovic de Colleville
- Mgr Xavier de Merode
- Camille Bellaigue
- Vicomte Charles Terlinden
- Comte Roger Carpentier de Changy[4]